# Jared Murillo
Jared Murillo é um dançarino, coreógrafo e cantor americano, conhecido por ter sido o dançarino principal dos filmes, High School Musical, High School Musical 2 e por ter feito uma participação em High School Musical 3: Senior Year. É um dos vocalistas da boy band americana V Factory.

## V Factory
Em 2006, tornou-se membro da boy band americana V Factory. A banda foi criada em setembro de 2006, e Jared foi descoberto em um show do High School Musical. A banda lançou seu primeiro single "Love Struck" em 27 de janeiro de 2009 no iTunes.
Assinaram contrato com a Warner Bros Records. Com a saída de Asher Book, Jared tornou-se o vocalista principal do grupo.

## Vida pessoal
Namorou a atriz e cantora americana Ashley Tisdale, por três anos. Atualmente está namorando "Ashley Galvan".